# 2022 у легкій атлетиці
Найбільшим легкоатлетичним змаганням у 2022 став літній чемпіонат світу в Юджині.

## Найбільші змагання

### Глобальні
- Чемпіонат світу з легкої атлетики 2022
- Чемпіонат світу з легкої атлетики в приміщенні 2022
- Чемпіонат світу з напівмарафону 2022 — скасований[1]
- Чемпіонат світу з гірського та трейлового бігу 2022
- Чемпіонат світу з легкої атлетики серед юніорів 2022
- Командний чемпіонат світу зі спортивної ходьби 2022
- Легка атлетика на Літній універсіаді 2022 — перенесена на 2023[2]
- Легка атлетика на Іграх Співдружності 2022
- Діамантова ліга 2022
- Світовий легкоатлетичний тур у приміщенні 2022

### Європи
- Чемпіонат Європи з легкої атлетики 2022
- Чемпіонат Європи з кросу 2022
- Чемпіонат Європи з позашосейного бігу 2022
- Чемпіонат Європи з легкої атлетики серед юнаків 2022
- Кубок Європи з бігу на 10000 метрів 2022
- Кубок Європи з метань 2022

### Інші континентальні
- Легка атлетика на літніх Азійських іграх 2022 — перенесені на 2023[3][4]
- Чемпіонат Океанії з легкої атлетики 2022
- Чемпіонат Африки з легкої атлетики 2022
- Чемпіонат Північної і Центральної Америки та країн Карибського басейну з легкої атлетики 2022
- Чемпіонат Південної Америки з легкої атлетики в приміщенні 2022
- Чемпіонат Азії з легкої атлетики в приміщенні 2022 — перенесений на 2023[5]

### Українські
- Чемпіонат України з легкої атлетики 2022
- Чемпіонат України з легкої атлетики в приміщенні 2022 — скасований[6]

## Нагороди

### Чоловіки
| Нагорода                      | Атлет                             | Примітки |
| ----------------------------- | --------------------------------- | -------- |
| Легкоатлет року в світі       | Арман Дюплантіс                   | [ 7 ]    |
| Зірка, яка сходить, у світі   | Еррійон Найтон                    | [ 7 ]    |
| Легкоатлет року в Європі      | Арман Дюплантіс Якоб Інгебрігтсен | [ 8 ]    |
| Зірка, яка сходить, в Європі  | Міколас Алекна                    | [ 8 ]    |
| Найкращий легкоатлет України  |                                   |          |
| Зірка, яка сходить, в Україні |                                   |          |

### Жінки
| Нагорода                      | Атлетка                 | Примітки |
| ----------------------------- | ----------------------- | -------- |
| Легкоатлетка року в світі     | Сідні Мак-Лафлін-Леврон | [ 7 ]    |
| Зірка, яка сходить, у світі   | Адріана Вілагош         | [ 7 ]    |
| Легкоатлетка року в Європі    | Фемке Бол               | [ 8 ]    |
| Зірка, яка сходить, в Європі  | Еліна Дженго            | [ 8 ]    |
| Найкраща легкоатлетка України |                         |          |
| Зірка, яка сходить, в Україні |                         |          |

## Рекорди
Нижче наводяться світові, європейські та українські рекорди та вищі досягнення, встановлені впродовж 2022 спортсменами у віковій групі дорослих.

### Чоловіки
| Категорія | Дисципліна                        | Результат | Атлет             | Дата  | Місто         | Примітки             |
| --------- | --------------------------------- | --------- | ----------------- | ----- | ------------- | -------------------- |
| WIB       | біг на 300 метрів                 | 31,56     | Стівен Гардінер   | 28.01 | Колумбія      | [ 9 ]                |
| WIHB      | стрибки у довжину (семиборство)   | 8,26      | Зімон Егаммер     | 29.01 | Об'єр         | [ 10 ]               |
| WIR       | біг на 1500 метрів                | 3.30,60   | Якоб Інгебрігтсен | 17.02 | Льєвен        | [ 11 ] [ 12 ] [ 13 ] |
| WR        | біг на 50 кілометрів              | 2:40.13   | Стівен Мокока     | 06.03 | Гебеха        | [ 14 ]               |
| WR WIR    | стрибки з жердиною                | 6,19      | Арман Дюплантіс   | 07.03 | Белград       | [ 15 ] [ 16 ]        |
| WIR       | біг на 60 метрів з бар'єрами      | 7,29      | Грант Голловей    | 20.03 | Белград       | [ 17 ]               |
| WR WIR    | стрибки з жердиною                | 6,20      | Арман Дюплантіс   | 20.03 | Белград       | [ 18 ] [ 19 ]        |
| WDB       | стрибки у довжину (десятиборство) | 8,45      | Зімон Егаммер     | 28.05 | Гетцис        | [ 20 ]               |
| WR        | стрибки з жердиною                | 6,21      | Арман Дюплантіс   | 24.07 | Юджин         | [ 21 ] [ 22 ]        |
| WR        | марафонський біг                  | 2:01.09   | Еліуд Кіпчоґе     | 25.09 | Берлін        | [ 23 ] [ 24 ]        |
| WR        | біг на 50 кілометрів              | 2:38.43   | Сіджей Альбертсон | 08.10 | Сан-Франциско | [ 25 ]               |

| Категорія | Дисципліна                        | Результат | Атлет                                                                                          | Дата  | Місто         | Примітки             |
| --------- | --------------------------------- | --------- | ---------------------------------------------------------------------------------------------- | ----- | ------------- | -------------------- |
| EIHB      | стрибки у довжину (семиборство)   | 8,26      | Зімон Егаммер                                                                                  | 29.01 | Об'єр         | [ 10 ]               |
| EIR       | біг на 3000 метрів                | 7.30,82   | Адель Мечаль                                                                                   | 06.02 | Нью-Йорк      | [ 26 ] [ 27 ]        |
| EIR       | біг на 5000 метрів                | 12.57,03  | Марк Скотт                                                                                     | 12.02 | Бостон        | [ 28 ]               |
| EIR       | біг на 1500 метрів                | 3.30,60   | Якоб Інгебрігтсен                                                                              | 17.02 | Льєвен        | [ 11 ] [ 12 ] [ 13 ] |
| EIR       | біг на 1 милю                     | 3.48,87   | Джош Керр                                                                                      | 27.02 | Бостон        | [ 29 ]               |
| ER EIR    | стрибки з жердиною                | 6,19      | Арман Дюплантіс                                                                                | 07.03 | Белград       | [ 15 ] [ 16 ]        |
| EIR       | біг на 60 метрів                  | 6,41      | Марселл Джейкобс                                                                               | 19.03 | Белград       | [ 30 ]               |
| ER EIR    | стрибки з жердиною                | 6,20      | Арман Дюплантіс                                                                                | 20.03 | Белград       | [ 18 ] [ 19 ]        |
| ER        | біг на 5 кілометрів               | 13.14     | Єманеберхан Кріппа                                                                             | 30.04 | Герцогенаурах | [ 31 ]               |
| EDB       | стрибки у довжину (десятиборство) | 8,45      | Зімон Егаммер                                                                                  | 28.05 | Гетцис        | [ 20 ]               |
| ER        | стрибки з жердиною                | 6,21      | Арман Дюплантіс                                                                                | 24.07 | Юджин         | [ 21 ] [ 22 ]        |
| ER        | спортивна ходьба на 35 кілометрів | 2:23.14   | Массімо Стано                                                                                  | 24.07 | Юджин         | [ 32 ]               |
| ER        | екіден                            | 2:02.37   | БельгіяТомас де Бок Сімон Дебоньєс Тім ван де Вельде Айзек Кімелі Дор'ян Бульвен Дітер Керстен | 11.11 | Тонгерен      | [ 33 ]               |

| Категорія | Дисципліна | Результат | Атлет | Дата | Місто | Примітки |
| --------- | ---------- | --------- | ----- | ---- | ----- | -------- |
| NR        |            |           |       |      |       |          |

### Жінки
| Категорія | Дисципліна                      | Результат    | Атлетка                                                              | Дата  | Місто      | Примітки      |
| --------- | ------------------------------- | ------------ | -------------------------------------------------------------------- | ----- | ---------- | ------------- |
| WIB       | комбінована естафета            | 10.39,91     | США Елла Донагу Ревін Роджерс Сінклер Джонсон Шеннон Осіка           | 11.02 | Спокан     | [ 34 ]        |
| WR        | біг на 10 кілометрів (змішаний) | 29.14        | Ялемзерф Єгуалев                                                     | 27.02 | Кастельйон | [ 35 ]        |
| WR WIB    | комбінована естафета            | 10.33,85 (i) | США Гезер Мак-Лін Кендалл Елліс Ройзен Вілліс Елінор Пур'є Сент-П'єр | 15.04 | Бостон     | [ 36 ]        |
| WR        | біг на 400 метрів з бар'єрами   | 51,41        | Сідні Мак-Лафлін                                                     | 25.06 | Юджин      | [ 37 ]        |
| WR        | біг на 400 метрів з бар'єрами   | 50,68        | Сідні Мак-Лафлін                                                     | 22.07 | Юджин      | [ 38 ] [ 22 ] |
| WR        | біг на 100 метрів з бар'єрами   | 12,12        | Тобі Амусан                                                          | 24.07 | Юджин      | [ 39 ] [ 22 ] |

| Категорія | Дисципліна                       | Результат | Атлетка         | Дата  | Місто     | Примітки |
| --------- | -------------------------------- | --------- | --------------- | ----- | --------- | -------- |
| ER        | спортивна ходьба 35 кілометрів   | 2:39.16   | Марія Перес     | 30.01 | Лепе      | [ 40 ]   |
| ER        | біг на 10 кілометрів (жіночий)   | 30.19     | Ейліш Макколган | 22.05 | Манчестер | [ 41 ]   |
| ER        | біг на 100 кілометрів (змішаний) | 7:04.03   | Флоріан От      | 27.08 | Бернау    | [ 42 ]   |

| Категорія | Дисципліна | Результат | Атлетка           | Дата  | Місто     | Примітки |
| --------- | ---------- | --------- | ----------------- | ----- | --------- | -------- |
| NR        | 3000 м з/п | 9.24,54   | Наталія Стребкова | 30.06 | Стокгольм | [ 43 ]   |

### Змішані дисципліни
| Категорія | Дисципліна | Результат | Атлети | Дата | Місто | Примітки |
| --------- | ---------- | --------- | ------ | ---- | ----- | -------- |
| WR        |            |           |        |      |       |          |

| Категорія | Дисципліна | Результат | Атлети | Дата | Місто | Примітки |
| --------- | ---------- | --------- | ------ | ---- | ----- | -------- |
| ER        |            |           |        |      |       |          |

| Категорія | Дисципліна | Результат | Атлети | Дата | Місто | Примітки |
| --------- | ---------- | --------- | ------ | ---- | ----- | -------- |
| NR        |            |           |        |      |       |          |

## Пішли з життя
| Пішов з життя     | Вік      | Дата         | Посилання     | Примітки                                                                   |
| ----------------- | -------- | ------------ | ------------- | -------------------------------------------------------------------------- |
| Віктор Санєєв     | 76 років | 3 січня      | [ 44 ] [ 45 ] | триразовий олімпійський чемпіон з потрійного стрибку (1968, 1972, 1976)    |
| Деон Лендор       | 29 років | 10 січня     | [ 46 ]        | бронзовий олімпійський призер (2012; 4×400 м)                              |
| Рінк Бабка        | 85 років | 15 січня     | [ 47 ] [ 48 ] | срібний олімпійський призер (1960; метання диска)                          |
| Бенджамін Коґо    | 77 років | 20 січня     | [ 49 ]        | срібний олімпійський призер (1968; біг на 3000 м з перешкодами)            |
| Дмитро Льопа      |          | 15 лютого    | [ 50 ]        | тренер (багатоборство)                                                     |
| Джон Ленді        | 91 рік   | 24 лютого    | [ 51 ]        | бронзовий олімпійський призер (1956; біг на 1500 м)                        |
| Чарльз Грін       | 76 років | 14 березня   | [ 52 ]        | олімпійський чемпіон (1968; 4×100 м)                                       |
| Браян Г'юсон      | 89 років | 13 вересня   | [ 53 ]        | чемпіон Європи (1958; 1500 м)                                              |
| Білл Нідер        | 89 років | 7 жовтня     | [ 54 ]        | олімпійський чемпіон (1960; штовхання ядра)                                |
| Вілсон Кіпругут   | 84 роки  | 1 листопада  | [ 55 ]        | срібний (1968) та бронзовий (1964) олімпійський призер (біг на 800 метрів) |
| Міхаель Мелленбек | 52 роки  | 2 листопада  | [ 56 ]        | дворазовий (2001, 2005) бронзовий призер чемпіонатів світу (метання диска) |
| Маррі Голберг     | 89 років | 30 листопада | [ 57 ]        | олімпійський чемпіон з бігу на 5000 метрів (1960)                          |